# Fuentesaúco de Fuentidueña (kommun)
Fuentesaúco de Fuentidueña är en kommun i Spanien.   Den ligger i provinsen Provincia de Segovia och regionen Kastilien och Leon, i den centrala delen av landet, 120 km norr om huvudstaden Madrid. Antalet invånare är 278.